# Hrabstwo Boise
Hrabstwo Boise (ang. Boise County) – hrabstwo w stanie Idaho w Stanach Zjednoczonych. Obszar całkowity hrabstwa obejmuje powierzchnię 1906,76 mil² (4938,49 km²). Według szacunków United States Census Bureau w roku 2009 miało 7445 mieszkańców. Jego siedzibą administracyjną jest Idaho City.
Hrabstwo powstało 4 lutego 1864. Nazwa pochodzi od rzeki Boise, która swą nazwę otrzymała od francusko-kanadyjskich odkrywców z uwagi na dużą różnorodność drzew rosnących wzdłuż brzegu rzeki.

## Miejscowości
- Crouch
- Horseshoe Bend
- Idaho City
- Placerville

## CDP
- Banks
- Garden Valley
- Lowman
- Robie Creek